# Oecobius similis
Espèce
Oecobius similis est une espèce d'araignées aranéomorphes de la famille des Oecobiidae.

## Distribution
Cette espèce se rencontre aux Açores, à Madère, aux Canaries et à Sainte-Hélène.

## Publication originale
- Kulczyński, 1909 : Fragmenta Arachnologica. XI-XIII. Bulletin International de l'Académie des Sciences de Cracovie, vol. 1909, p. 427-472 (texte intégral).